# One Night at Budokan
One Night at Budokan — двойной концертный альбом группы Michael Schenker Group, записанный 12 августа 1981 года в Токио в знаменитом зале Будокан и изданный в 1982 году.

## Об альбоме
В 1981 году Michael Schenker Group отправилась на гастроли в том же составе, в котором был записан альбом MSG. В августе команда добралась до Японии, где дала несколько концертов в Токио, Нагое, Фукуоке, Киото и Осаке.
Вскоре на Дальнем Востоке появилась двойная запись «живого» выступления в Токио. Фанатизм поклонников нового продукта привел к тому, что импорт японского релиза альбома One Night At Budokan, записанного на всемирно известной площадке Ниппон Будокан 12 августа 1981 года, продавался в Великобритании по тогдашней колоссальной цене в 18 фунтов стерлингов. Chrysalis Records в конечном итоге выпустили альбом в Великобритании и Европе. 
Альбом включает в себя песни из первых двух альбомов MSG, а также песни Майкла Шенкера времен UFO. Последующее японское переиздание в 2001 году добавило вступление с музыкой из «Полёта Валькирий» Вагнера, песню «Tales Of Mystery», исключенную из оригинального альбома, а также барабанное соло Кози Пауэлла с шоу в Осаке.
Малкольм Доум из журнала Kerrang! пишет в аннотации: «Начиная с громоподобной версии „Armed And Ready“, мы получаем громогласный „Cry For The Nations“ и неизбежный „The Attack Of The Mad Axeman“. С этого момента начинается катание на американских горках через классический хард-роковый перформанс: „I Want More“ (послушайте, как почти телепатически объединяются Шенкер и Рэймонд), „Victims Of Illusion“, драйвовая „Into The Arena“, эпическая „Lost Horizons“, прежде чем основной сет подводится к кульминационному заключению, возможно, лучшей версией „Doctor Doctor“ UFO. „One Night at Budokan“ — это редкость среди альбомов: релиз, который идеально суммирует, почему MSG находятся в плену у всех тех, кому посчастливилось увидеть их во всём их величии. Гигантская группа на самом пике своего могущества».
Альбом вышел в феврале 1982 года и в уже марте поднялся до 5-й позиции в UK Albums Chart, в котором провёл 11 недель.
По словам Гордона Спирса из Hard RoxX Magazine, потрясающая запись «One Night at Budokan», которая по сей день остается одним из величайших эталонов рок-музыки, к сожалению, оказалась лебединой песней группы, поскольку вскоре после ее распада наступила эра более разрозненных и непостоянных составов MSG.

## Список композиций
1. «Armed and Ready» — 6:20
2. «Cry for the Nations» — 5:32
3. «Attack of the Mad Axeman» — 4:50
4. «But I Want More» — 5:24
5. «Victim of Illusion» — 6:18
6. «Into the Arena» — 4:45
7. «On and On» — 5:32
8. «Never Trust a Stranger» — 6:07
9. «Let Sleeping Dogs Lie» — 7:18
10. «Courvoisier Concerto» — 3:42
11. «Lost Horizons» — 7:22
12. «Doctor Doctor» — 5:30
13. «Are You Ready to Rock» — 7:10

## Участники записи

#### The Michael Schenker Group
- Гэри Барден — вокал
- Михаэль Шенкер — гитара
- Пол Рэймонд — ритм-гитара, клавишные, бэк-вокал
- Крис Глен — бас-гитара
- Кози Пауэлл — ударные

#### Технический персонал
| David Wooley       | Production, Re-Mixing Engineering, Mixing |
| David Kirkwood     | Production, Mixing                        |
| Seiji Okumura      | Engineering                               |
| Yukio Maehara      | Art Direction                             |
| Koichiro Hiki      | Photography                               |
| Kazunori Yoshikawa | Photography                               |